# Malaxis pollardii
Malaxis pollardii es una especie de orquídea de hábitos terrestres, endémica del Cerro San Felipe al norte de la Ciudad de Oaxaca, México en la comunidad de San Felipe del Agua. 

## Descripción
Es una orquídea muy pequeña, con hojas verdes en forma de corazón y flores minúsculas. Se halla de manera terrestre en las partes más altas del Cerro San Felipe en bosques templados nublados de pino y de ocote. Fue descubierta por primera vez por un comunero de San Felipe del Agua; Don Narciso Ofelio Zárate Angulo, experto en las plantas, en especial las orquídeas, del Cerro San Felipe.

## Taxonomía
Malaxis pollardii fue descrita por Louis Otho Williams y publicado en Phytologia 32(1): 31. 1975.
Etimología
Malaxis: nombre genérico que proviene del griego malaxis = (delicado, suave), refiriéndose a la apariencia de las hojas de este tipo.
pollardii: epíteto otorgado en honor de  Glenn E. Pollard, botánico estadounidense que estudiaba las orquídeas mexicanas.